# Micraphorura
Micraphorura är ett släkte av urinsekter. Micraphorura ingår i familjen blekhoppstjärtar.
Släktet innehåller bara arten Micraphorura absoloni.